# Motiv (ficțiune)
Motivul literar este un element component (idee, simbol sau imaginea) al unei opere literare care este accentuat prin repetiție (laitmotivul) sau subliniat în cadrul acțiunii și contribuie la definirea și extinderea mesajului unei opere.
Motivul și tema coincid adesea în operele literare de proporții mici (poezie, schiță, povestire).

## Exemple
- creația (în balada „Monastirea Argeșului”, Meșterul Manole de Lucian Blaga);
- ploaia (în poeziile lui George Bacovia);
- călătoria (în povești și basme);
- demonul (în Maestrul și Margareta de Bulgakov sau în Faust de Goethe);
- visul (în „Scrisoarea III” de Mihai Eminescu);
- codrul (în „Ce te legeni”, „Revedere”, „La mijloc de codru” de Mihai Eminescu) etc.
- copilăria (în„ Fiind băiet păduri cutreieram" de Mihai Eminescu)